# Silke
Silke Hornillos Klein (Madrid, 6 de febrero de 1974), conocida como Silke, es una actriz de cine española que tuvo especial relevancia en la década de los años 1990.

## Biografía
Su padre, Pelayo Hornillos Fernández de Bobadilla, es un abogado valenciano, y su madre una traductora alemana. Tiene una hermana mayor, Elke, y un hermano menor, Pelayo. Sus padres se divorciaron cuando era pequeña; ella y sus hermanos se criaron con su padre. Después de dejar los estudios en el último año, se fue de viaje y entre otras cosas aprendió inglés y comenzó a importar plata de la India. Actualmente, Silke vive en Ibiza, está casada y tiene una hija llamada Samba.

## Carrera
Comenzó en el mundo cinematográfico en un papel menor de Orquesta Club Virginia. Su oportunidad llegó tras apuntarse al Laboratorio Teatral William Layton de Madrid, y sobre todo al pasar la prueba para la película Tierra de Julio Medem. Hizo de protagonista en Hola, ¿estás sola? de Icíar Bollaín y continuó con Tengo una casa. Después de esto decidió descansar por un tiempo.
Tras este paréntesis, trabajó en un corto llamado Miranda hacia atrás y en una película argentina, Diario para un cuento. Participó en varios anuncios, para una conocida marca de compresas (junto a Rossy de Palma), una conocida marca de coches y alimentos de Andalucía. Abrió una tienda de moda con su propia marca de ropa, Drumbalo. Tras una larga pausa, Silke volvió al cine, con la película ¿Tú qué harías por amor?. Después vendrían Kilómetro cero, Almejas y mejillones, Tuno negro, Cámara oscura, Iris y La hora fría.

## Filmografía
- Orquesta Club Virginia (1992)
- Hola, ¿estás sola? (1995)
- Tierra (1996)
- Tengo una casa (1996)
- Miranda hacia atrás (1997)
- Diario para un cuento (1998)
- Black (1998)
- Felicidades (2000)
- Almejas y mejillones (2000)
- Km. 0 (2000)
- La cartera (2000)
- Tres esposas (2001)
- Tuno negro (2001)
- ¿Tú qué harías por amor? (2001)
- Dentro (2001)
- Sex (2003)
- Cámara oscura (2003)
- Sansa (2003)
- Iris (2004)
- Al otro lado (2005)
- La hora fría (2007)

## Premios y nominaciones
Premios Goya
| Año  | Categoría               | Película | Resultado |
| ---- | ----------------------- | -------- | --------- |
| 1997 | Mejor actriz revelación | Tierra   | Nominada  |

- Datos: Q739458